# Järnvägsolyckan i Beaufort 1910
Järnvägsolyckan i Beaufort inträffade den 5 februari 1910 i Beaufort i Victoria i Australien då ett godståg spårade ur. Tre järnvägsanställda omkom och ytterligare en skadades.

## Orsak
Olyckståget, som bestod av två ånglok och 32 vagnar, tappade bromsförmågan då det närmade sig Beaufort. När tågklareraren i Beaufort insåg att det var något fel med tåget lade han om en växel för att skicka in tåget på ett sidospår för att undvika en krock med ett stillastående lok på huvudspåret. Olyckståget körde längs sidospåret tills det träffade en stoppbock där det spårade ur.